# Степанова, Елена Андреевна
Еле́на Андре́евна Степа́нова (5 (17) мая 1891 — 26 мая 1978) — русская, советская оперная и камерная певица (сопрано). Народная артистка СССР (1937).

## Биография
Родилась 5 (17) мая 1891 года (по другим источникам — в 1892 году) в Москве, в семье учителя хорового пения (отец был первым её педагогом).
С 6 до 14 лет пела в церковных хорах, с 1902 года училась в начальном городском училище, затем в торговых классах. В 1908—1910 годах обучалась искусству пения в Московской народной консерватории (класс Я. Лосьева), затем два года брала частные уроки пения у М. Полли.
В 1908—1912 годах пела в хоре Большого театра, в 1912—1924 и 1927—1944 — солистка этого театра. В 1912 году впервые выступила в сольной партии Антониды в опере «Жизнь за царя» М. И. Глинки. В 1919—1921 годах участвовала в работе оперной студии Большого театра (с 1926 — Московский оперный театр им. К. С. Станиславского, ныне Московский музыкальный театр имени К. С. Станиславского и Вл. И. Немировича-Данченко). Большое влияние на творчество певицы оказал К. С. Станиславский, в оперной студии которого она исполнила партии Джильды («Риголетто» Дж. Верди, 1919) и Татьяны («Евгений Онегин» Чайковского, 1921).
В 1924—1926 годах выступала в Ленинградском театре оперы и балета (ныне Мариинский театр), в 1926—1927 — в Московском оперном театре им. К. С. Станиславского.
Спела около 30 партий. Пение отличалось кристальной чистотой звучания, блестящей техникой колоратуры и глубоким артистизмом.
Исполняла сольные партии в крупных вокально-симфонических произведениях — поэме «Колокола» С. В. Рахманинова (1-я исполнение в Москве, под управлением автора, 1914), в финале 9-й симфонии Л. Бетховена (под управлением О. Клемперера, 1925, Большой зал Ленинградской филармонии) и песни Клерхен из музыку Л. Бетховена к трагедии И. Гёте «Эгмонт».
Сотрудничала с дирижёрами В. Суком и Н. С. Головановым, певцами Ф. И. Шаляпиным, Л. В. Собиновым и А. В. Неждановой.
Оставила сцену в 1944 году. До 1950 года выступала в концертах как камерная певица, исполняя песни и романсы русских и зарубежных авторов.
Камерный репертуар также включал произведения западноевропейских, русских и советских композиторов, но более всего творческой индивидуальности певицы были близки романсы П. И. Чайковского, С. В. Рахманинова и Э. Грига. Одна из первых исполнительниц вокальных произведений Н. Я. Мясковского, Р. М. Глиэра, С. Н. Василенко (композитор посвятил певице цикл «Майорийские песни»; 1-я исполнительница его романсов «В мае», «Я у Вас немного отняла», «Гяур», «Танец», 1931, Киев, под управлением автора), Д. И. Аракишвили, Н. К. Чемберджи, О. С. Чишко, А. И. Хачатуряна, З. А. Левиной, Ан. Н. Александрова, Н. П. Будашкина. В 1935 году в составе бригады артистов Большого театра выступала в Севастополе перед моряками Черноморского флота.
С 1914 до 1950 года гастролировала во многих городах России, впоследствии СССР.
Записывалась на грампластинки в Москве («Метрополь», 1912; «Музтрест», 1929—1932; «Грампласттрест», 1934—1937), но количество её записей сравнительно невелико .
Оставив оперную сцену после автокатастрофы, помогала участникам художественной самодеятельности, была одним из организаторов Московской городской певческой школы. Вела общественную работу (с 1934 года избиралась депутатом Моссовета).
Умерла 26 мая 1978 года в Москве. Похоронена на Ваганьковском кладбище, участок 11.

## Награды и звания
- Заслуженная артистка РСФСР (1933)
- Народная артистка РСФСР (1934)[2]

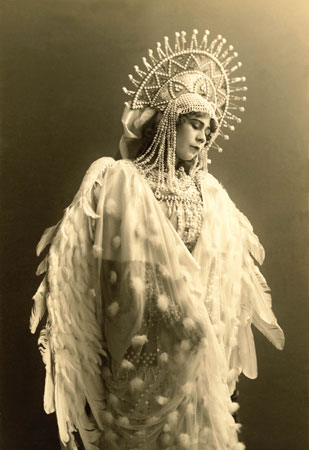
Елена Степанова в партии Царевны-Лебеди. «Сказка о царе Салтане». 1913

- Народная артистка СССР (02.06.1937)
- Три ордена Трудового Красного Знамени (02.06.1937 — за выдающиеся заслуги в деле развития оперного и балетного искусства, 1951, 1976)
- Медали.

## Партии
- «Сказка о царе Салтане» Н. А. Римского-Корсакова — Царевна-Лебедь (1913, первая исполнительница)
- «Сын солнца» С. Н. Василенко — Мисс Аврора (1929, первая исполнительница)
- «Снегурочка» Н. А. Римского-Корсакова — Снегурочка
- «Садко» Н. А. Римского-Корсакова — Волхова
- «Золотой петушок» Н. А. Римского-Корсакова — Шемаханская царица
- «Царская невеста» Н. А. Римского-Корсакова — Марфа
- «Сказание о невидимом граде Китеже и деве Февронии» Н. А. Римского-Корсакова — Сирин
- «Кащей бессмертный» Н. А. Римского-Корсакова — Царевна
- «Майская ночь» Н. А. Римского-Корсакова — Панночка
- «Иван Сусанин» М. И. Глинки — Антонида
- «Руслан и Людмила» М. И. Глинки — Людмила
- «Похищение из сераля» В. А. Моцарта — Констанца (1925)
- «Севильский цирюльник» Дж. Россини — Розина
- «Риголетто» Дж. Верди — Джильда
- «Травиата» Дж. Верди — Виолетта (1933)
- «Гугеноты» Дж. Мейербера — Маргарита Валуа
- «Кармен» Ж. Бизе — Микаэла
- «Лакме» Л. Делиба — Лакме
- «Лоэнгрин» Р. Вагнера — Эльза
- «Евгений Онегин» П. И. Чайковского — Татьяна
- «Вражья сила» А. Н. Серова — Степанида
- «Свадьба Фигаро» В. А. Моцарта — Марцелина
- «Гугеноты» Дж. Мейербер — Урбан
- «Валькирия» Р. Вагнера — Гельмвига